# Winter (piosenkarka)
Kim Min-jeong (kor. 김민정, ur. 1 stycznia 2001), lepiej znana jako Winter – południowokoreańska piosenkarka i tancerka. Jest członkinią południowokoreańskiego girlsbandu Aespa, który zadebiutował pod SM Entertainment w listopadzie 2020 roku. W styczniu 2022 roku została członkinią supergrupy Got the Beat.

## Życiorys

### Wczesne życie i edukacja
Kim Min-jeong urodziła się 1 stycznia 2001 roku w Busan, Korea Południowa, ale swoje dzieciństwo spędziła w Yangsan, Gyeongsangnam-do. Pochodzi z wojskowej rodziny - jej ojciec, starszy brat i kilku krewnych służyli w wojsku. Z tego powodu początkowo marzyła o zostaniu żołnierzem.
Uczęszczała do Yangsan Samsung Middle School i była pilną uczennicą, która uczęszczała na zaawansowane lekcje matematyki i była popularna wśród uczniów, co doprowadziło do jej wyboru na wiceprzewodniczącą szkoły. Nauczyła się grać na wielu instrumentach, takich jak pianino i gitara, oraz uprawiała różne sporty, takie jak kręgle, kendo, szermierka, koszykówka i badminton. Była również członkinią szkolnego klubu tanecznego. Uczęszczała do Liceum dla Dziewcząt w Yangsan, aż do momentu, gdy w 2016 roku została odkryta przez łowcę talentów z SM podczas występu na szkolnym festiwalu tanecznym. Przed tym wydarzeniem nigdy nie dzieliła się ze swoimi rodzicami swoimi aspiracjami do zostania piosenkarką, którzy byli zaskoczeni jej decyzją o przystąpieniu do przesłuchania. Podczas przesłuchania musiała śpiewać przez ponad trzy do czterech godzin. Została przyjęta i porzuciła liceum, aby natychmiast rozpocząć treningi. Później przystąpiła do egzaminu GED i zdała go.
Winter była szkolona wokalnie przez trenerów wokalnych SM Entertainment, w tym Yoo Young-jina, który był wieloletnim producentem agencji przed jego odejściem w 2023 roku. Była również uczennicą Waackxxxy, południowokoreańskiej tancerki specjalizującej się w waackingu.

## Kariera

### Od 2020: Debiut w Aespie, GOT The Beat i działalność solowa
Winter trenowała przez cztery lata, a w 2020 roku została ujawniona jako pierwsza członkini Aespa, grupy o koncepcji metaverse pod szyldem SM Entertainment i pierwszej girlsbandu tej wytwórni od czasów Red Velvet w 2014 roku. Zadebiutowały 17 listopada singlem „Black Mamba”. 6 grudnia Winter wzięła udział w hołdzie dla swojej koleżanki z wytwórni i seniorki z SM Entertainment, BoA, z okazji jej 20-lecia, wykonując cover jej piosenki „ID; Peace B” na Mnet Asian Music Awards 2020.
W 2022 roku SM Entertainment stworzyło supergrupę składającą się z ich żeńskich artystek jako odpowiednik ich męskiej supergrupy SuperM. Pierwsza jednostka projektu Girls On Top, Got the Beat, miała 7 członkiń: Winter i jej koleżankę z Aespa Karinę, Taeyeon i Hyoyeon z Girls' Generation, Wendy i Seulgi z Red Velvet oraz BoA. Grupa zadebiutowała w Nowy Rok na koncercie SM Town Live 2022 singlem „Step Back”, który został oficjalnie wydany 3 stycznia. Po debiutanckim występie na M! Countdown, fancam Winter do „Step Back” stał się viralem i stał się najszybszym fancamem kobiecej idolki w historii, który osiągnął 10 milionów wyświetleń, osiągając to w zaledwie 25 dni. W tym samym roku wydała duet z członkinią Aespa, Ningning, zatytułowany „Once Again” jako część oficjalnej ścieżki dźwiękowej do południowokoreańskiego dramatu Our Blues. W grudniu wzięła udział w dwóch utworach na albumie 2022 Winter SM Town: SMCU Palace, „Jet” i „Priority”, w których wystąpili jej koledzy z wytwórni SM Entertainment.
W 2023 roku wydała współpracę z Yesungiem z Super Junior zatytułowaną „Floral Sense” w ramach reedycji jego drugiego albumu studyjnego, Sensory Flows. Kilka miesięcy później Winter wraz z Im Si-wanem zostali mianowani ambasadorami Mistrzostw Świata w Tenisie Stołowym Drużyn 2024, które odbędą się w Busan, rodzinnym mieście obojga piosenkarzy. Aby promować wydarzenie, Winter i Im Si-wan wydali 21 września piosenkę „Win For You” jako oficjalny hymn imprezy. W listopadzie wydała wspólną piosenkę z Soyeon z (G)I-dle i Liz z Ive zatytułowaną „Nobody”, która została wydana 16 listopada. W tym samym miesiącu ogłoszono, że będzie częścią oficjalnej ścieżki dźwiękowej do południowokoreańskiego dramatu Castaway Diva i 19 listopada wydała piosenkę „Voyage”. Winter została również ujawniona jako część obsady oficjalnej ścieżki dźwiękowej do południowokoreańskiego dramatu My Demon i 8 grudnia wydała piosenkę „With You”.
14 marca 2024 roku ogłoszono, że Winter będzie współpracować z Bang Yedamem nad nowym singlem „Officially Cool”. Singiel został wydany 2 kwietnia.

## Dyskografia

### Solowa
Single cyfrowe
| Rok                                                       | Tytuł                            | Najwyższa pozycja | Najwyższa pozycja | Album |
| Rok                                                       | Tytuł                            | KOR               | KOR               | Album |
| Rok                                                       | Tytuł                            | Circle            | Songs             | Album |
| --------------------------------------------------------- | -------------------------------- | ----------------- | ----------------- | ----- |
| 2023                                                      | „Win for You” (z Yim Siwan)      | –                 | –                 | –     |
| 2023                                                      | „Nobody” (z Jeon Soyeon i Liz)   | –                 | –                 | –     |
| 2024                                                      | „Officially Cool” (z Bang Yedam) | –                 | –                 | –     |
| „–” oznacza, że singiel nie był notowany na danej liście. |                                  |                   |                   |       |

#### Ścieżki dźwiękowe
| Rok                                                       | Tytuł                        | Najwyższa pozycja | Najwyższa pozycja | Album                              |
| Rok                                                       | Tytuł                        | KOR               | KOR               | Album                              |
| Rok                                                       | Tytuł                        | Circle            | Songs             | Album                              |
| --------------------------------------------------------- | ---------------------------- | ----------------- | ----------------- | ---------------------------------- |
| 2022                                                      | „Once Again” (z Ningning)    | 119               | –                 | Our Blues OST                      |
| 2023                                                      | „Voyage”                     | 130               | –                 | Castaway Diva OST                  |
| 2023                                                      | „With You”                   | –                 | –                 | My Demon OST                       |
| 2024                                                      | „The Moment I First Saw You” | –                 | –                 | Heartsping: Teenieping of Love OST |
| „–” oznacza, że singiel nie był notowany na danej liście. |                              |                   |                   |                                    |